# Michaił Clodt
Michaił Konstantinowicz Clodt baron von Jürgensburg (ur. 11 stycznia 1833 / 30 grudnia 1832 w Petersburgu, zm. 29 maja / 16 maja 1902 tamże) – (ros. Михаил Константинович Клодт фон Юргенсбург) – rosyjski malarz, członek grupy Pieriedwiżników.

## Życiorys
Wywodzący się z rodu Niemców nadbałtyckich Michaił Clodt był synem generała artylerii i drzeworytnika amatora Konstantina Clodta oraz kuzynem rzeźbiarza Piotra Clodta. We wczesnej młodości uczył się rysunku w Korpusie Kadetów pod kierunkiem Jana Chruckiego, który odkrył jego talent artystyczny.
W latach 1851–1858 studiował na Petersburskiej Akademii Sztuk Pięknych. Za obrazy wykonane w czasie studiów został nagrodzony dwoma złotymi medalami i trzyletnim stypendium do Szwajcarii i Francji, lecz już po roku poprosił władze uczelni o zezwolenie na powrót do Rosji.
W roku 1861 za obrazy wykonane pod wpływem wspomnień z pobytu za granicą otrzymał godność akademika. W tym samym roku rozpoczął podróż studialną po Rosji. 
W roku 1870 Clodt został jednym z założycieli towarzystwa pieriedwiżników. W latach 1873–1886 był profesorem Akademii Sztuk Pięknych. W roku 1879 wskutek konfliktu z Archipem Kuindży Clodt opuścił grupę pieriedwiżników. W ostatnich latach życia zaprzestał twórczości wskutek postępującej choroby oczu. 
W malarstwie Clodta od roku 1863 dominowała tematyka krajobrazu Rosji. Z podróży po guberniach orłowskiej, tulskiej i smoleńskiej pochodzą liczne pejzaże o lirycznych nastrojach. Jego obraz z roku 1872 „Na zoranym polu” stał się wzorcem rosyjskiego malarstwa krajobrazowego swojego czasu.

## Galeria

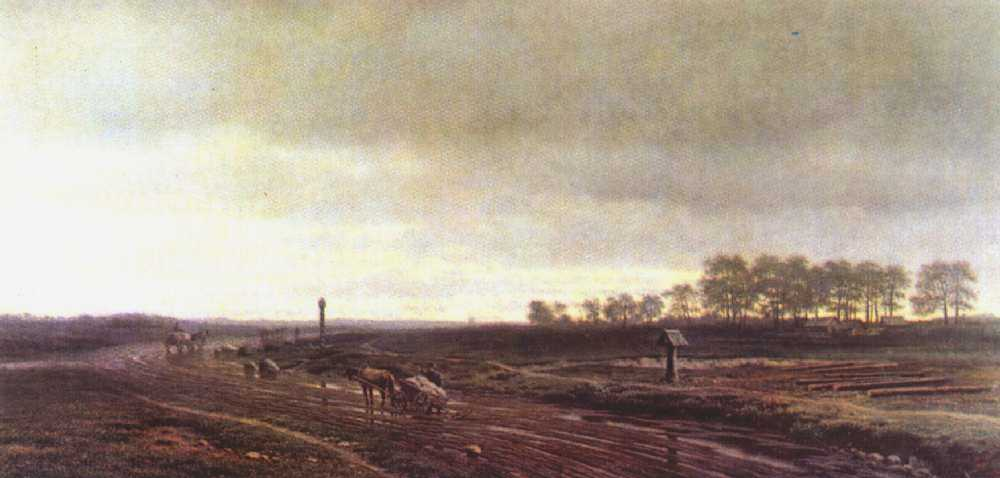
Jesienna droga, 1863
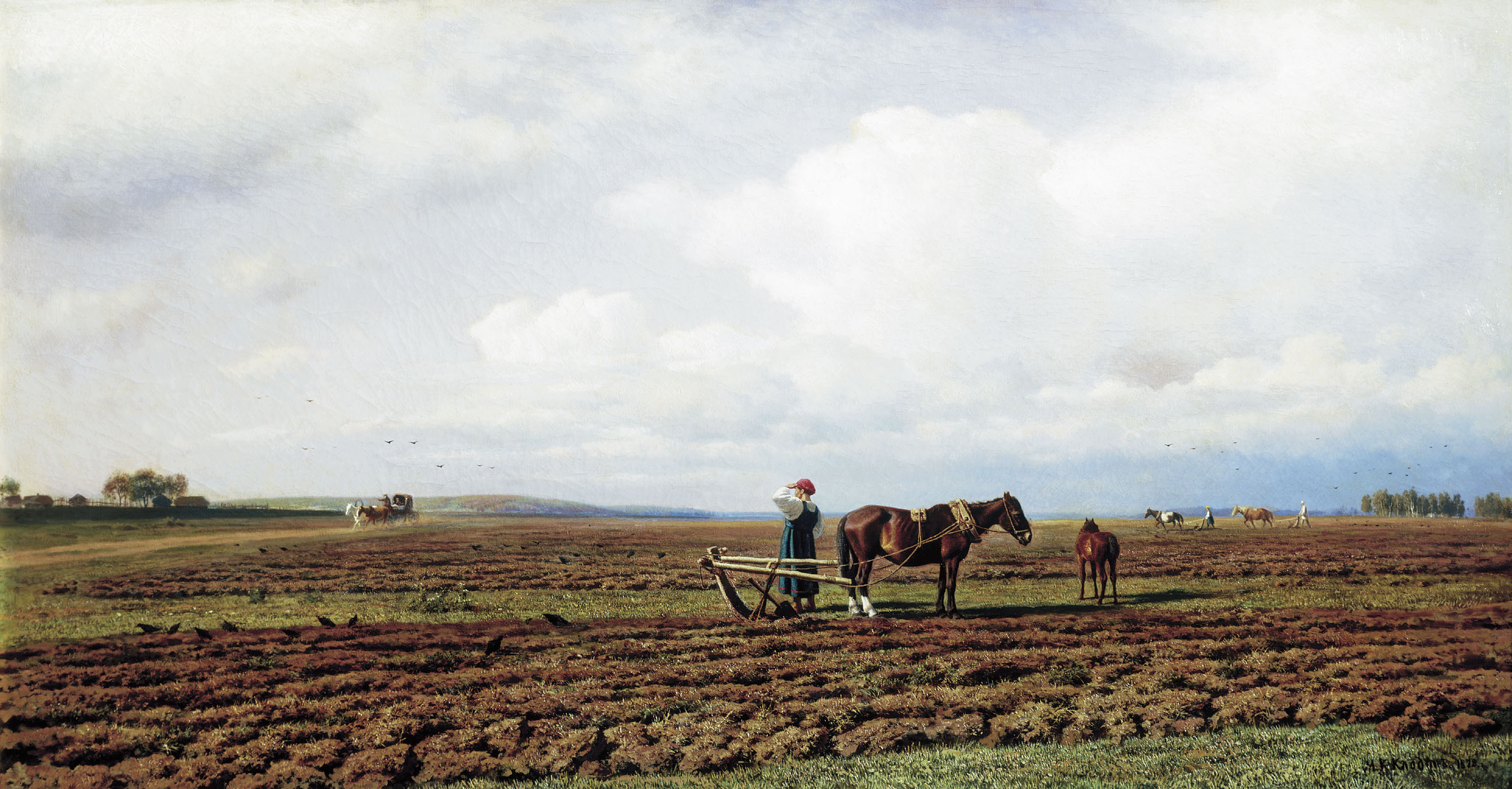
Na zoranym polu, 1872
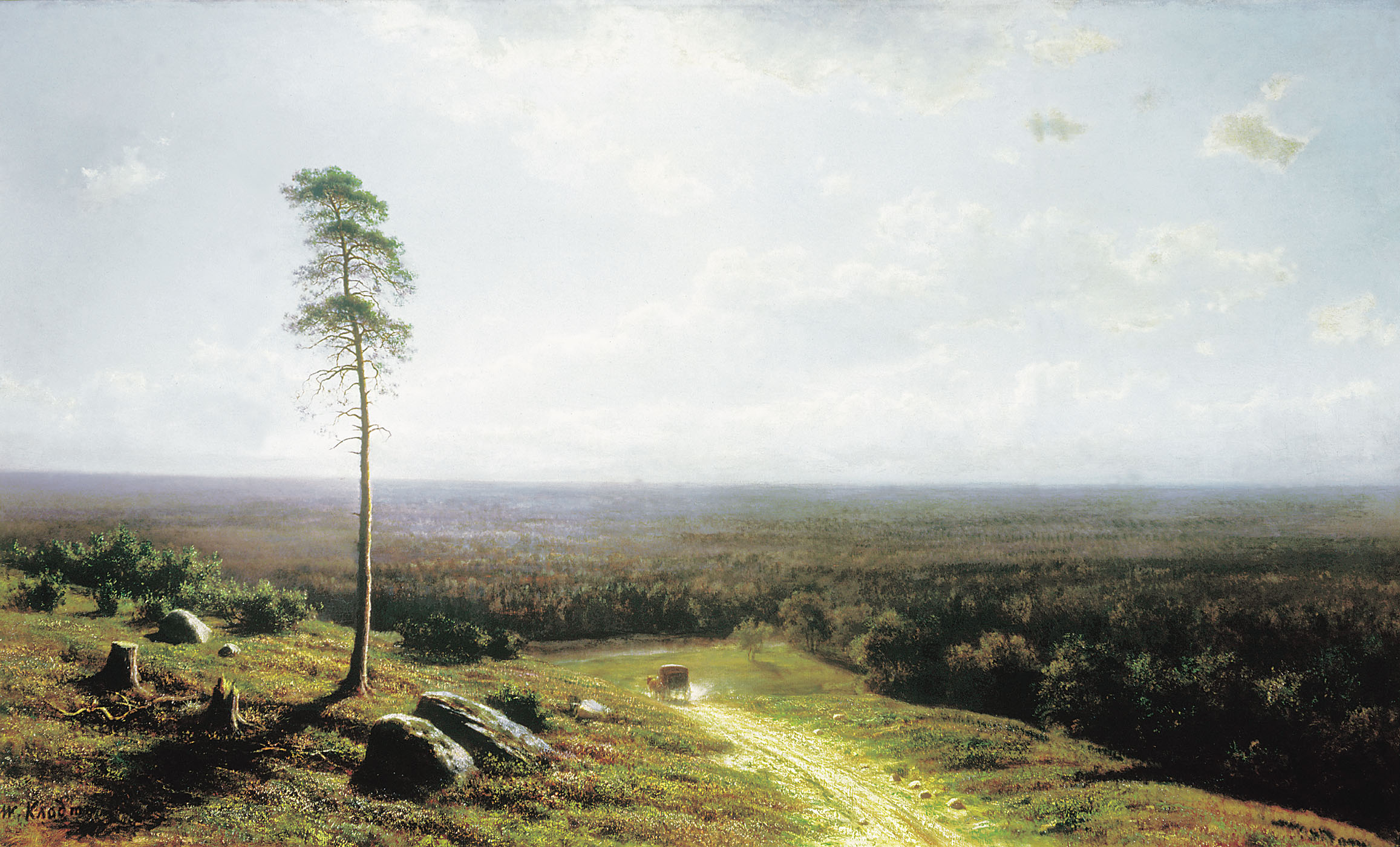
Las w oddali w południe, 1878
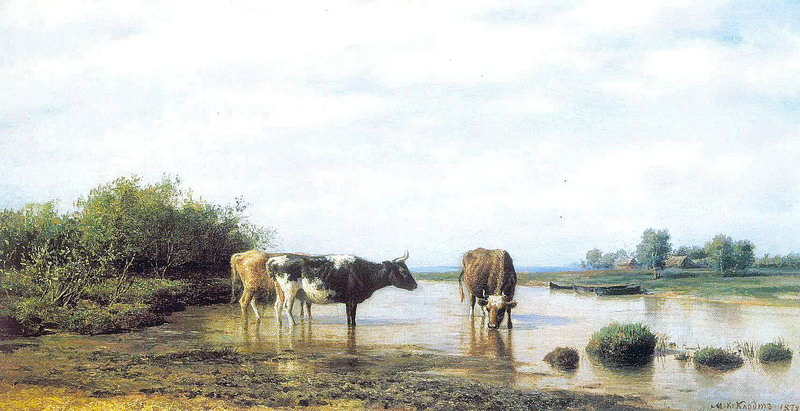
Krowy u wodopoju, 1879
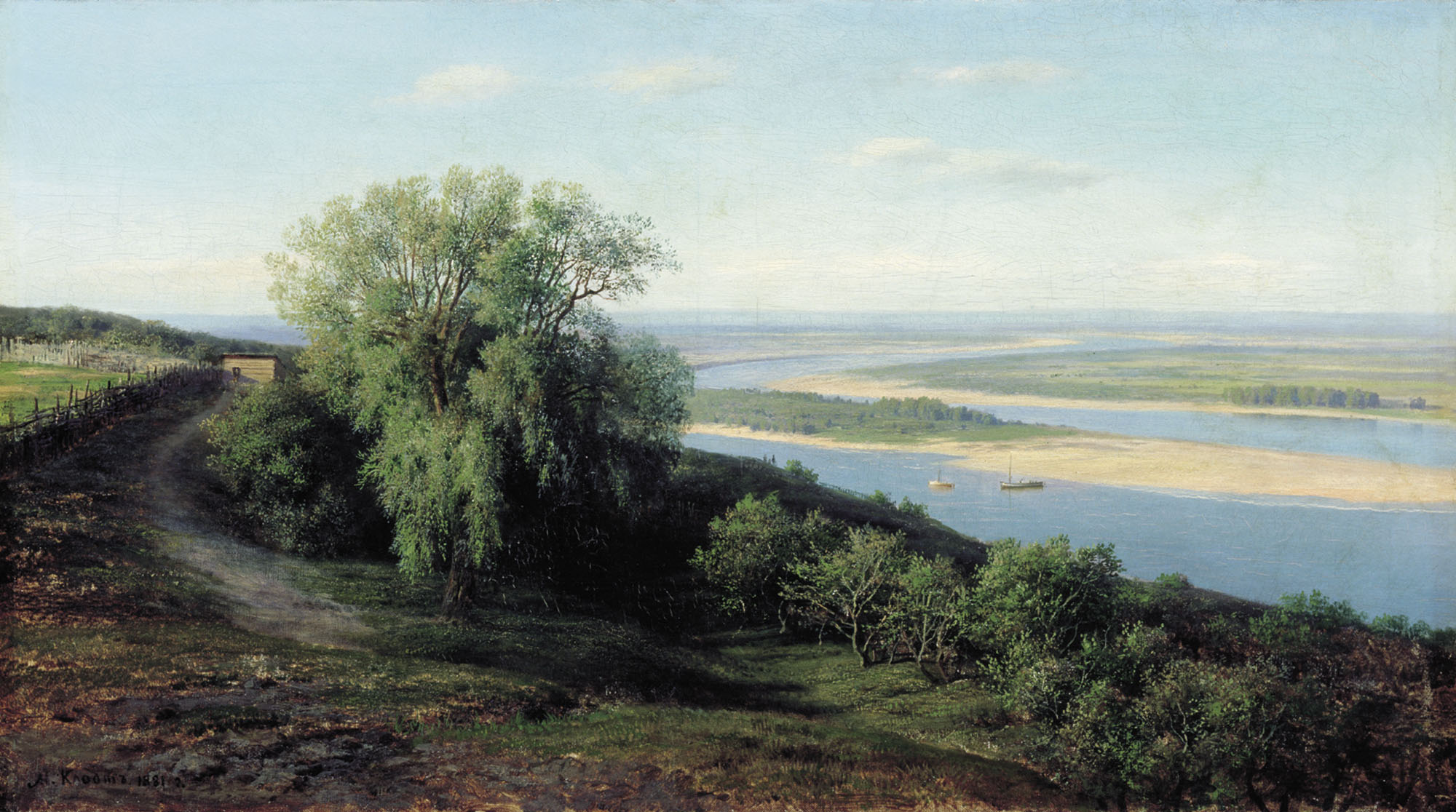
Wołga niedaleko Symbirska, 1881